# Pasewalk (stacja kolejowa)
Pasewalk – stacja kolejowa w Pasewalku, w kraju związkowym Meklemburgia-Pomorze Przednie, w Niemczech. Znajdują się tu 4 perony.

## Obsługa pasażerów
Na stacji czynne toalety, parking i parking dla rowerów. Wjazd na perony windą. 